# تاريخ مكة

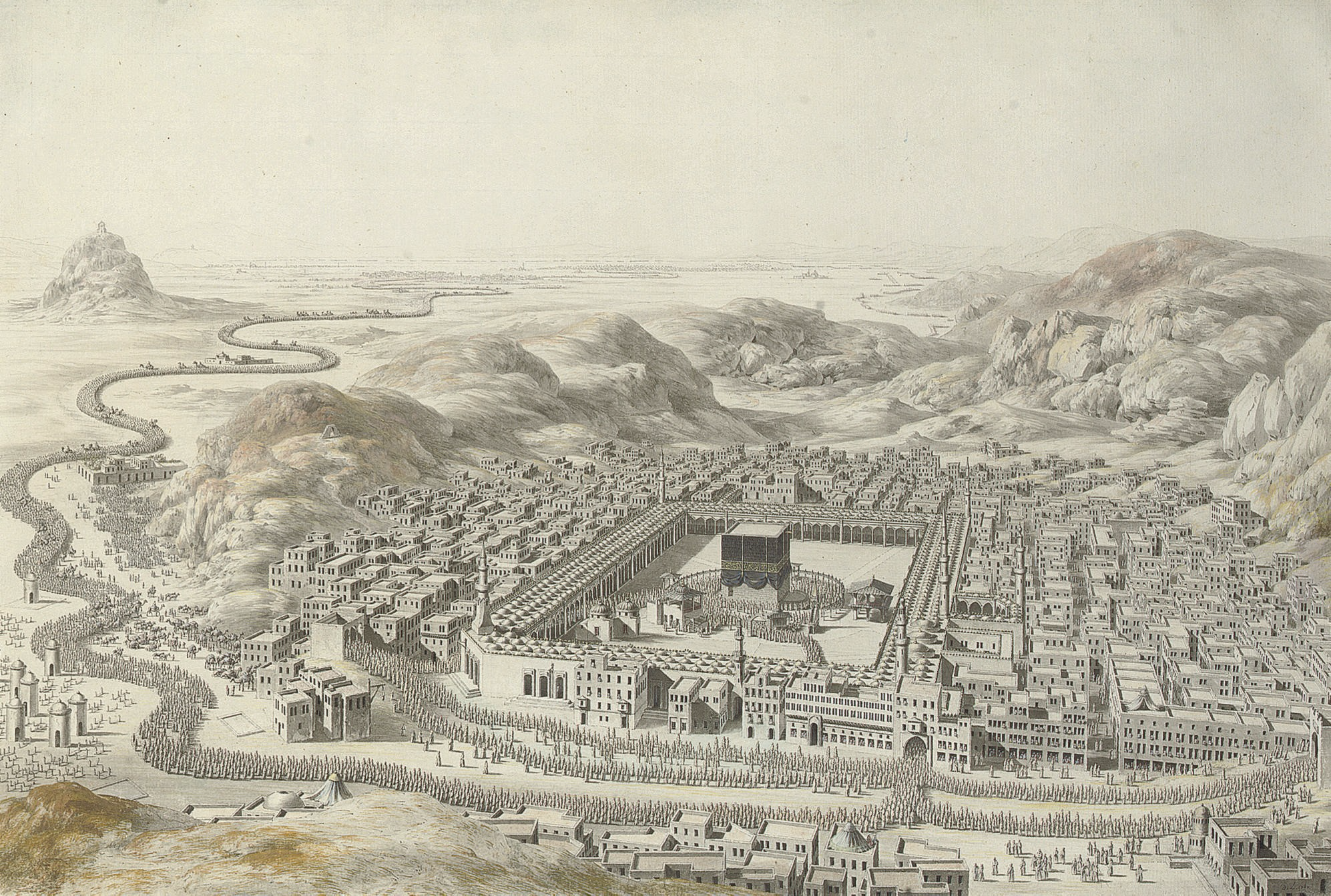
مكة المكرمة ويظهر بها المسجد الحرام وساحته.

يرجع تاريخ تأسيس مكة إلى أكثر من 2000 سنة قبل الميلاد. وكانت في بدايتها عبارة عن قرية صغيرة تقع في وادٍ جافٍّ تحيط بها الجبال من كل جانب، ثم بدأ الناس في التوافد عليها والاستقرار بها في عصر النبي إبراهيم  والنبي إسماعيل ، وذلك بعدما ترك النبي إبراهيم  زوجته هاجر وابنه إسماعيل في هذا الوادي الصحراوي الجاف الذي فيه جبلا الصفا و المروه، وذلك امتثالاً لأمر الله، وبقيا في الوادي حتى تفجّر بئر زمزم، ثم وفدت بعد ذلك أولى القبائل التي سكنت مكة وهي قبيلة جرهم ، وقد بدأ خلال تلك الفترة بناء الكعبة على يد النبي إبراهيم  وابنه إسماعيل . وقد حرم الله مكة على غير المسلمين بعد العام التاسع من الهجرة في قوله تعالى:
(يَا أَيُّهَا الَّذِينَ آمَنُواْ إِنَّمَا الْمُشْرِكُونَ نَجَسٌ فَلاَ يَقْرَبُواْ الْمَسْجِدَ الْحَرَامَ بَعْدَ عَامِهِمْ هَذَا وَإِنْ خِفْتُمْ عَيْلَةً فَسَوْفَ يُغْنِيكُمُ اللَّهُ مِن فَضْلِهِ إِن شَاء إِنَّ اللَّهَ عَلِيمٌ حَكِيمٌ).

## العصور المبكرة
يرجع تاريخ تأسيس مكة إلى أكثر من 2000 سنة قبل الميلاد، أي أنها كانت موجودة قبل قيام النبي إبراهيم والنبي إسماعيل برفع أساسات الكعبة، وكانت مكة في بدايتها عبارة عن بلدة صغيرة سكنها بنو آدم إلى أن دمرت هذه البلدة أثناء الطوفان الذي ضرب الأرض في عهد النبي نوح ، وأصبحت المنطقة بعد ذلك عبارة عن واد جاف تحيط بها الجبال من كل جانب، ثم بدأ الناس في التوافد عليها والاستقرار بها في عصر النبي إبراهيم والنبي إسماعيل (عليهما السلام)، وذلك عندما تفّجر بئر زمزم عند قدمي النبي إسماعيل ، بعدما ترك النبي إبراهيم زوجته هاجر وولده إسماعيل في هذا الوادي الجاف، وبعد ذلك جاء ركب من قبيلة جرهم فسكنوا مكة، وكانوا أول أناس يسكنون مكة، وقامت قبيلة جرهم خلال فترة حكمهم لمكة بدفن بئر زمزم، وأكلوا مال الكعبة الذي يهدى لها، واستمرت قبيلة جرهم في مكة حتى نهاية القرن الثالث الميلادي عندما استطاعت قبيلة خزاعة السيطرة عليها وتولي أمرها وطرد قبيلة جرهم منها. استمرت خزاعة في مكة ما يقارب ثلاثمائة سنة، وقام سيدها عمرو بن لحي بعبادة الأوثان، فكان أول من غيّر دين النبي إبراهيم  وعبد الأوثان في جزيرة العرب.
انتقل أمر مكة بعد ذلك من يد خزاعة إلى قريش وهي إحدى القبائل العربية التي تنتسب إلى قبيلة كنانة إحدى قبائل مضر، تحت أمرة قصي بن كلاب جد النبي محمد ﷺ الرابع، وقام ببناء دار الندوة ليجتمع فيها مع رجال قريش، وقام قصي بن كلاب قبل وفاته بتقسيم أمور الحرم على أولاده الأربع، فكانت سقاية البيت والرفاة والقيادة من نصيب ولده عبد مناف بن قصي الجد الثالث للنبي محمد. بعد وفاة عبد مناف بن قصي تولى قيادة قريش ابنه هاشم بن عبد مناف، وبعد وفاته تولى القيادة وسقاية الحرم عبد المطلب بن هاشم الذي قام بحفر بئر زمزم مرة أخرى.في ذلك الوقت كان ابرهة الحبشي ملك اليمن قد بنى كنيسة القليس ليحج إليها الناس جميعاً، فلما لم يجد إقبالاً على هذه الكنيسة، خرج بجيشه المكون من الفيله يريد تدمير الكعبة ليجبر العرب على الحج إلى كنيسته، وعندما وعندما اقترب من مكة، وجد قطيعا من النوق ملك عبد المطلب بن هاشم جد النبي سيد قريش فأخذها غصباً، فخرج عبد المطلب طالبا منه أن يرد له نوقه ويترك الكعبة وشأنها، فرد أبرهة النوق لعبد المطلب ولكنه رفض الرجوع عن مكة، وخرج أهل مكة هاربين إلى الجبال المحيطة بالكعبة خوفا من أبرهة وجنوده والأفيال التي معه، وعندما سأله أبرهة لماذا أهل مكة لا يدافعون عن الكعبة؟ فأجاب عليه قائلاً: "اما النوق فانا ربها وأما الكعبة فلها رب يحميها"، وعندما رفض أبرهة طلب عبد المطلب بالرجوع أبت الفيلة التقدم نحو الكعبة، وعندها أرسل الله طيوراً أبابيل تحمل معها حجارة من سجيل فدمرت أبرهه وجيشه، وقد سمي هذا العام بعام الفيل وهو العام الذي ولد فيه النبي محمد ﷺ .

## العصر النبوي
كانت القبائل العربية في الجزيرة العربية قبل الإسلام، أغلبها تدين بالوثنية مع أقلية تدين باليهودية والمسيحية. ولد النبي محمد بمكة في عام الفيل الذي يوافق عام 571، وفي القرن السابع الميلادي ظهر الإسلام في مكة على يد النبي محمد ﷺ، وبدأ في دعوة الناس إلى الدين الجديد، فأسلم معه أبو بكر الصديق والسيدة خديجة بنت خويلد وعلي بن أبي طالب. كانت الدعوة الإسلامية في بدايتها سرية لمدة ثلاثة سنوات، وكانت الاجتماعات تتم في دار الأرقم حتى أمر الله النبي محمد بالجهر بالدعوة بين الناس، وكانت تلك الدعوة سبباً في إغضاب سادة قريش، فأعد المشركون كافة الأساليب لإحباط هذه الدعوة، فقاموا بتعذيب المسلمين وإيذاء النبي بكافة الوسائل، فكان عم النبي أبو طالب بن عبد المطلب يؤازره ويدافع عنه. لما اشتد أذى المشركين للمسلمين الضعفاء، أمر النبي المسلمين بالهجرة إلى الحبشة، وهاجر بعض المسلمين إلى الحبشة، وهناك رحب بهم النجاشي ملك الحبشة ونصرهم. وبعد ازدياد الأذى بالمسلمين وبالنبي محمد أمرهم بالخروج إلى يثرب، ثم قام النبي بعد ذلك بالهجرة إلى هناك، وذلك بعدما اتفق مع وفد قبيلتي الأوس والخزرج على نصرته وحمايته.
بعد هجرة النبي محمد إلى المدينة المنورة، حدثت بعض المعارك بين المسلمين وقريش، كانت أولها غزوة بدر عام 2هـ (624م) والتي انتهت بانتصار المسلمين، ثم غزوة أحد، وبعد ذلك غزوة الخندق عام 5هـ، حتى جاء شهر شوال عام 6هـ (628م) فخرج النبي محمد مع بعض المسلمين في اتجاه مكة لآداء العمرة، وعندما وصلوا إلى منطقة الحديبية رفضت قريش دخول النبي محمد وأصحابة إلى مكة، وعقدوا بعد ذلك صلح الحديبية الذي نص على وقف القتال وعودة النبي وأصحابة للعمرة في السنة المقبلة، وحرية القبائل في الدخول في تحالف إما مع النبي محمد وإما مع قريش. بعد عقد الصلح اختارت قبيلة خزاعة التي تقطن مكة الانضمام إلى حلف النبي، فيما دخل بنو الدئل بن بكر من كنانة في حلف قريش، وقد كانت بين القبيلتين حروب قديمة، فأراد بنو الدئل أن يأخذوا بثأرهم القديم من خزاعة، فأغاروا عليها ليلاً وقتلوا منهم الكثير وذلك بمساعدة قريش نفسها، فلما علم النبي بذلك أمر بالاستعداد لفتح مكة وكان ذلك سنة 8هـ، ولما وصل النبي محمد إلى مكة بجيشه دخلها بدون أي قتال، وهدم الأصنام، وعفا عن أهل مكة من المشركين. وعيّن عتاب بن أسيد أميراً على مكة، وقد أقام النبي في مكة تسعة عشر يوماً فقط، ثم غادر مكة عائداً إلى المدينة المنورة.

## العصور الوسطى
منذ فتح مكة وحتى بعد وفاة النبي محمد عام 11هـ (634م) تولى إدارة مكة زعماء قريش، ومرت مكة بمرحلة من الاستقرار منذ بداية خلافة أبو بكر الصديق، وعمر بن الخطاب، وانتهت باغتيال عثمان بن عفان عام 35هـ (655م)، وبدأت مرحلة عدم الاستقرار في خلافة علي بن أبي طالب مرت خلالها الدولة الإسلامية بالكثير من الفتن والحروب، أبرزها موقعة الجمل،
موقعة صفين، معركة النهروان، وخلال هذه المرحلة اغتيل علي بن أبي طالب، وتولي معاوية بن أبي سفيان للخلافة عام 41هـ (661م).
ولما توفى معاوية كانت مكة مركزاً لانطلاق المعارضة لحكم الأمويين، وذلك عندما رفض الحسين بن علي وعبد الله بن الزبير مبايعة يزيد بن معاوية بن أبي سفيان للخلافة، وقد انتهت هذه المعارضة بمقتل الحسين بن علي في معركة كربلاء، ومقتل عبد الله بن الزبير في مكة بعد هجوم الحجاج بن يوسف الثقفي عليها ومحاصرتها عام 73هـ (692م). قام الأمويين خلال حكمهم لمكة بالعديد من الاصلاحات مثل شق الطرق، والاهتمام بالأمور الدينية والعلمية، ولعل أبرز هذه الاصلاحات كان عام 91هـ عندما تم توسعة المسجد الحرام وتسقيف أروقته على يد الخليفة الأموي عبد الملك بن مروان.
عاشت مكة تحت حكم الخلافة الأموية حتى عام 132هـ (750م) عندما قامت الخلافة العباسية على يد أبو العباس عبد الله السفاح، وقد اهتم العباسيين بعمارة المسجد الحرام حيث تم توسعة المسجد في عهد أبو جعفر المنصور، ولعل أبرز الأحداث التي مرت بها مكة في هذه الفترة استيلاء القرامطة عليها وسرقتهم للحجر الأسود عام 317هـ (929م) وتم إعادته عام 330هـ (941م). بعد خروج مكة من تحت نفوذ الدولة العباسية، خضعت المدينة لسيطرة الكثير من الدول مثل الدولة الإخشيدية، الدولة الفاطمية، الدولة الأيوبية والإمبراطورية العثمانية التي كان من أهم انجازاتها إنشاء سكة حديد الحجاز، إلى أن حكم الهاشميون الحجاز واستمروا بها لعام 597هـ (1200م) عندما أجلاهم الأشراف من مكة وتولوا حكمها وإدارتها، كان الأشراف يبقون حكاماً لمكة على أن يكون ولائهم للدولة التي تسيطر على منطقة الحجاز، وقد أستمر حكم الأشراف في لمنطقة الحجاز حتى قيام الدولة السعودية الثالثة على يد الملك عبد العزيز بن عبد الرحمن آل سعود عام 1351هـ (1932م).

## العصر الحديث
في يونيو عام 1916 اندلعت الثورة العربية الكبرى بقيادة الشريف حسين بن علي حاكم مكة ضد الدولة العثمانية التي تسيطر على الحجاز وبمساعدة من بريطانيا وذلك أثناء الحرب العالمية الأولى، وتمكن أفراد القبائل الذين انضموا إلى الثورة من تفجير خط سكة حديد الحجاز بمساعدة ضابط المخابرات البريطاني إدوارد لورنس، وبهذا منعوا وصول الدعم العثماني إلى الحجاز، وانتهت هذه الحركة بطرد الجيش العثماني من الحجاز، بعد ذلك أعلن الشريف حسين بن علي عن قيام مملكة الحجاز. واستمرت هذه المملكة قائمة حتى دخل الملك عبد العزيز آل سعود مكة في 17 ربيع الأول 1343هـ (16 أكتوبر 1924) مع جيشه وجيوش حلفائه من الإخوان بقيادة سلطان بن بجاد، وذلك بعد انتصارهم على جيش الشريف حسين بن علي، وذهب الشريف حسين بعد ذلك إلى جدة ومنها إلى العقبة التي يحكمها ولده عبد الله الأول بن الحسين، بعد ذلك تولى الشريف علي بن الحسين حكم مكة لفترة استمرت عاماً واحداً، ثم ذهب إلى العراق، وتم تعيين الملك الراحل فيصل بن عبد العزيز آل سعود كأول أمير على مكة من أسرة آل سعود.
اهتم القادة السعوديون منذ عهد الملك عبد العزيز وحتى الآن بتطوير مكة وتوسعة وتحسين المسجد الحرام، فتمت توسعة المسجد في عهد الملك سعود بن عبد العزيز آل سعود عام 1375هـ (1955م) ثم في عهد الملك خالد بن عبد العزيز آل سعود، ونتجت عن هذه التوسعة زيادة الأماكن المخصصة للمصلين من 50 ألف مصل إلى 300 ألف مصل، واستغرق إنجاز هذه التوسعة حوالي عشر سنوات. مرت مكة في العصر الحديث بالعديد من الأحداث البارزة مثل حادثة الحرم المكي حيث قام أحد الأشخاص يدعى جهيمان العتيبي باقتحام المسجد الحرام في 1 محرم 1400هـ (20 نوفمبر 1979م)، ومعه 200 مسلح في محاولة منهم لقلب نظام الحكم في السعودية، وسيطر المسلحون على إذاعة المسجد الداخلية وتحصنوا في المآذن وأغلقوا أبواب الحرم، واستمر الحصار لمدة أسبوعين كاملين حتى اقتحمت قوات الأمن السعودية المسجد الحرام في 14 محرم 1400هـ (4 ديسمبر 1979) بمساعدة فرقة قوات خاصة باكستانية وفريق استشاري فرنسي، وتم استعادة السيطرة على المسجد، وأسفرت حصيلة العمليات عن مقتل 255 شخصاً وإصابة ما يقارب 560 آخرين.
لم يكن استيلاء جهيمان وجماعته على المسجد الحرام الحادث البارز الوحيد في تاريخ مكة الحديث، ففي 31 يوليو 1987 قام بعض الحجاج الإيرانيين بمظاهرات عارمة أثناء موسم الحج منددة بالولايات المتحدة عرفت بأحداث مكة 1987، وقاموا بسد الطرقات وإحراق السيارات ومنع الحجاج الآخرين والأهالي من الذهاب إلى وجهاتهم، فحاول بعض الحجاج التدخل لتهدئة الإيرانيين وفض المظاهرات لكنهم رفضوا هذه المطالب، ثم بدأ المتظاهرين في التوجه إلى المسجد الحرام رافعين شعارات الثورة الإسلامية في إيران وصور مرشدها العام آية الله الخميني، فتدخلت قوات الأمن السعودية لإنهاء تلك التظاهرات، وأسفرت هذه المواجهات بين قوات الأمن السعودية والمتظاهرين الإيرانيين عن مقتل 402 شخصاً (275 من الحجاج الإيرانيين، 85 من السعوديين، 45 حاجاً من بلدان أخرى)، وعن إصابة 649 شخصاً (303 من الحجاج الإيرانيين، 145 من السعوديين، 201 حاجاً من بلدان أخرى).